# Jean Fabry
Jean Joseph Fabry, född 6 juni 1876 i Villefranche-de-Rouergue, död 1 juni 1968 i Montreuil, var en fransk militär och politiker.
Jean Fabry, som 1916–1917 var chef för marskalk Joseph Joffres militärstab, ägnade sig efter första världskriget åt politik och författarskap. Han var från 1919 en av huvudredaktörerna för tidningen L'Intransigeant där han var en inflytelserik militärskribent. Fabry var från 1919 deputerad för högern, 1924 kolonialminister under Raymond Poincaré och Frédéric François-Marsal, blev i januari 1934 krigsminister i Édouard Daladiers regering men avgick redan i början av februari samma år tillsammans med finansministern François Piétri i protest mot då företagna omplaceringar i den högre förvaltningen i samband med Staviskyaffären. Fabry blev 1936 medlem av senaten. Han blev i januari 1941 medlem av nationalrådet i Vichy. Han häktades av tyskarna i november 1941.